# Hydnophytum amplifolium
Hydnophytum amplifolium är en måreväxtart som beskrevs av Spencer Le Marchant Moore. Hydnophytum amplifolium ingår i släktet Hydnophytum och familjen måreväxter.
Artens utbredningsområde är Papua Nya Guinea. Inga underarter finns listade i Catalogue of Life.